# Légy kreatív!
A Légy kreatív! (eredeti angol címén: Art Attack) 1990 és 2015 között futó brit oktató sorozat.
Eredetileg az Egyesült Királyságban 1990. június 15-től 2007. május 26-ig vetítették a CITV csatornán. Az eredeti házigazda Neil Buchanan volt. Majd 2011. június 6. és 2015. június 12. között a Disney Junior sugározta, és Lloyd Warbey volt a házigazda. Magyarországon a Disney Channel adta le.
A műsor témája a művészet. Az epizódok során megtanulhatják a gyerekek, hogyan kell festeni, rajzolni stb.

## Műsorról
A műsorvezető mellett megtalálható volt egy bábfigura. A „The Head” a műsor végén megmutatta, hogy ő mit alkotott, de legtöbbször rosszul sikerül neki és bosszús lesz. Időnként azonban így is büszke a munkájára. Valamikor vicceket mesél vagy szójátékokat mond.
A Disney Junioros sorozatban a The Head helyére egy beszélő pálmafa került, Vincent Van Kókusz néven.

## Évados áttekintés

### Eredeti széria
| Évad | Epizód | Eredeti sugárzás     | Eredeti sugárzás   |
| Évad | Epizód | Évadpremier          | Évadfinálé         |
| ---- | ------ | -------------------- | ------------------ |
| 1    | 7      | 1990. június 15.     | 1990. július 17.   |
| 2    | 7      | 1991. április 1.     | 1991. május 13.    |
| 3    | 7      | 1992. március 17.    | 1992. május 12.    |
| 4    | 7      | 1992. szeptember 17. | 1992. október 22.  |
| 5    | 7      | 1993. május 7.       | 1993. június 25.   |
| 6    | 10     | 1994. február 14.    | 1994. március 14.  |
| 7    | 10     | 1995. január 9.      | 1995. március 27.  |
| 8    | 10     | 1996. január 8.      | 1996. május 13.    |
| 9    | 12     | 1997. január 6.      | 1997. március 17.  |
| 10   | 13     | 1998. január 12.     | 1998. március 30.  |
| 11   | 16     | 1998. szeptember 7.  | 1994. december 14. |
| 12   | 30     | 1999. szeptember 8.  | 1999. december 13. |
| 13   | 30     | 2000. szeptember 4.  | 2000. december 18. |
| 14   | 20     | 2001. március 26.    | 2001. július 9.    |
| 15   | 15     | 2002. szeptember 9.  | 2002. december 23. |
| 16   | 15     | 2003. szeptember 8.  | 2003. november 17. |
| 17   | 18     | 2004. augusztus 30.  | 2004. december 13. |
| 18   | 26     | 2005. szeptember 26. | 2005. december 12. |
| 19   | 26     | 2006. október 16.    | 2007. június 29.   |

### Disney Junior széria
| Évad | Epizód | Eredeti sugárzás | Eredeti sugárzás   | Magyar sugárzás  | Magyar sugárzás |
| Évad | Epizód | Évadpremier      | Évadfinálé         | Évadpremier      | Évadfinálé      |
| ---- | ------ | ---------------- | ------------------ | ---------------- | --------------- |
| 1    | 26     | 2011. május 30.  | 2011. november 28. | N/A              | N/A             |
| 2    | 21     | 2012. június 25. | 2012. október 29.  | N/A              | N/A             |
| 3    | 24     | 2013. július 1.  | 2014. november 14. | 2016. június 13. | 2016. július 9. |
| 4    | 26     | 2015. január 9.  | 2015. június 12.   | N/A              | N/A             |